# Lycomorphodes nigripyga
Lycomorphodes nigripyga là một loài bướm đêm thuộc phân họ Arctiinae, họ Erebidae.